# Miramichi-Ouest (circonscription électorale)
 (septembre 2024).
La mise en forme du texte ne suit pas les recommandations de Wikipédia : il faut le « wikifier ».
Les points d'amélioration suivants sont les cas les plus fréquents. Le détail des points à revoir est peut-être précisé sur la page de discussion.
- Les titres sont pré-formatés par le logiciel. Ils ne sont ni en capitales, ni en gras.
- Le texte ne doit pas être écrit en capitales (les noms de famille non plus), ni en gras, ni en italique, ni en « petit »…
- Le gras n'est utilisé que pour surligner le titre de l'article dans l'introduction, une seule fois.
- L'italique est rarement utilisé : mots en langue étrangère, titres d'œuvres, noms de bateaux, etc.
- Les citations ne sont pas en italique mais en corps de texte normal. Elles sont entourées par des guillemets français : « et ».
- Les listes à puces sont à éviter, des paragraphes rédigés étant largement préférés. Les tableaux sont à réserver à la présentation de données structurées (résultats, etc.).
- Les appels de note de bas de page (petits chiffres en exposant, introduits par l'outil «  Source ») sont à placer entre la fin de phrase et le point final[comme ça].
- Les liens internes (vers d'autres articles de Wikipédia) sont à choisir avec parcimonie. Créez des liens vers des articles approfondissant le sujet. Les termes génériques sans rapport avec le sujet sont à éviter, ainsi que les répétitions de liens vers un même terme.
- Les liens externes sont à placer uniquement dans une section « Liens externes », à la fin de l'article. Ces liens sont à choisir avec parcimonie suivant les règles définies. Si un lien sert de source à l'article, son insertion dans le texte est à faire par les notes de bas de page.
- La présentation des références doit suivre les conventions bibliographiques. Il est recommandé d'utiliser les modèles {{Ouvrage}}, {{Chapitre}}, {{Article}}, {{Lien web}} et/ou {{Bibliographie}}. Le mode d'édition visuel peut mettre en forme automatiquement les références.
- Insérer une infobox (cadre d'informations à droite) n'est pas obligatoire pour parachever la mise en page.

Pour une aide détaillée, merci de consulter Aide:Wikification.
Si vous pensez que ces points ont été résolus, vous pouvez retirer ce bandeau et améliorer la mise en forme d'un autre article.
Circonscription électorale provinciale du Canada
Miramichi-Ouest est une circonscription électorale provinciale représentée à l'Assemblée législative du Nouveau-Brunswick. Elle est créée à partir des parties ouest de la Baie-de-Miramichi—Neguac et Miramichi-Sud-Ouest-Baie du Vin.

## Création de la circonscription
Elle est créée en 2023 et contestée pour la première fois lors des élections générales de 2024 au Nouveau-Brunswick. Elle couvre les parties ouest et plus rurales de Baie-de-Miramichi—Neguac et Miramichi-Sud-Ouest-Baie du Vin. La circonscription couvre les régions du nord-ouest et du sud du district rural du Grand Miramichi, la vallée de la rivière Miramichi, Doaktown et Upper Miramichi. La circonscription comprend également la Première Nation d'Eel Ground et la Nation Miꞌkmaq de Metepenagiag.

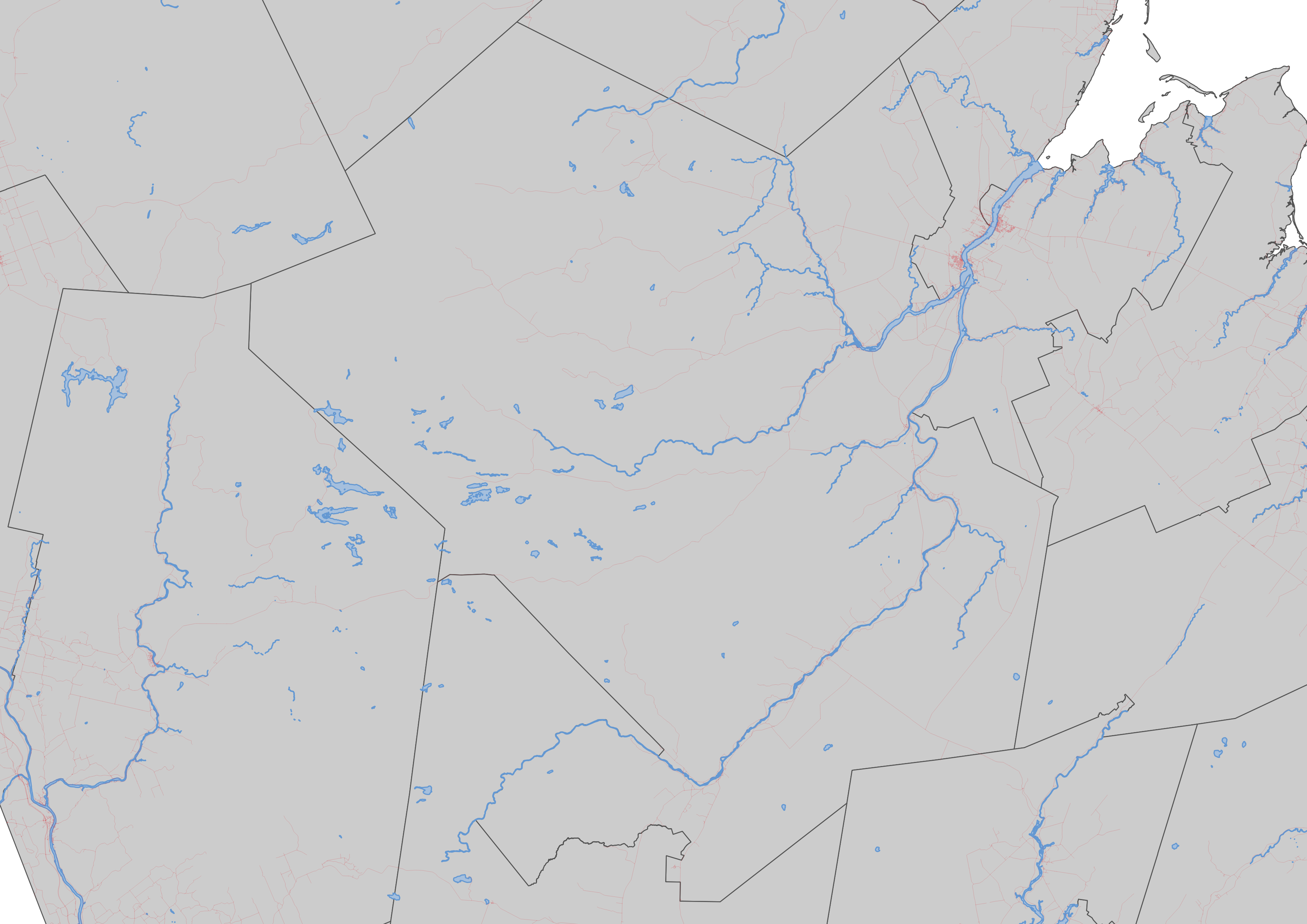
Miramichi-Ouest (tel qu'elle existe à partir de 2023) et les routes de la circonscription

## Liste des députés
| Législature | Années               | Député | Député      | Parti                     |
| ----------- | -------------------- | ------ | ----------- | ------------------------- |
| 61e         | 2024-2025            |        | Mike Dawson | Progressiste-conservateur |
| 61e         | mars 2025-maintenant |        | Vacant      | Vacant                    |